# غزیله، ادلب
غزیله (به عربی: غزیلة) یک روستا در سوریه است که در ناحیه سنجار واقع شده‌است. غزیله ۴۵۱ نفر جمعیت دارد.